# ニューカーク・アベニュー-リトル・ハイチ駅
ニューカーク・アベニュー-リトル・ハイチ駅 (英語: Newkirk Avenue–Little Haiti) はブルックリン区フラットブッシュとイースト・フラットブッシュに跨がるノストランド・アベニューとニューカーク・アベニューの交差点に位置するニューヨーク市地下鉄IRTノストランド・アベニュー線の駅である。2系統が終日、5系統が平日のみ停車する。

## 駅構造
| G          | 地上階                       | 出入口 |
| P ホーム階 | 相対式ホーム、右側ドアが開く | 相対式ホーム、右側ドアが開く |
| P ホーム階 | 北行線                       | ← ウェイクフィールド-241丁目駅行き（ビバリー・ロード駅） ← 平日：イーストチェスター-ダイアー・アベニュー駅行き（ビバリー・ロード駅） ← 夕ラッシュ時：ネレイド・アベニュー駅行き（ビバリー・ロード駅） |
| P ホーム階 | 南行線                       | → ブルックリン・カレッジ駅行き（終点）→ |
| P ホーム階 | 相対式ホーム、右側ドアが開く | |

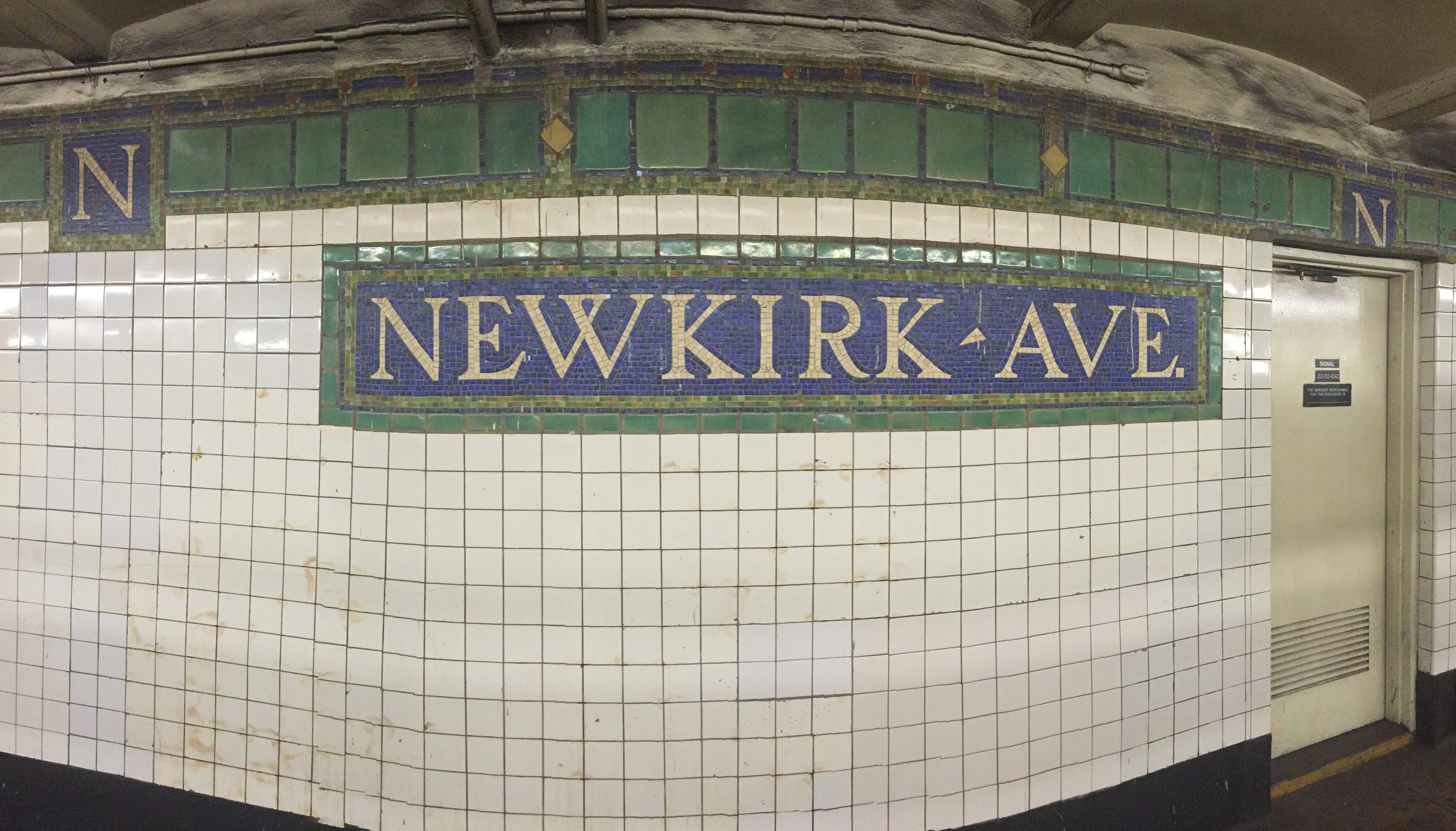
駅名標

駅はノストランド・アベニュー線が開通した1920年8月23日に同時に開業した。相対式ホーム2面と線路2線を有した2面2線の地下駅で、ホーム間連絡通路は無いため改札内で南北ホーム間を行き来することはできない。なお、ホーム南端にはかつて使用されていたホーム間連絡通路への階段があるが、現在は閉鎖されている。
1950年代には南行ホームに出場専用改札口が増設された。また、1960年代にホーム南側を延長し有効長は510フィート（155メートル）となり10両編成の列車の入線に対応できるようになった。

### 出口
| 場所                                                           | 種類 | 数  | 接続ホーム             |
| -------------------------------------------------------------- | ---- | --- | ---------------------- |
| ノストランド・アベニューとアベニューDの交差点南西              | 階段 | 1つ | 南行ホーム（出場専用） |
| ノストランド・アベニューとニューカーク・アベニューの交差点南西 | 階段 | 1つ | 南行ホーム             |
| ノストランド・アベニューとニューカーク・アベニューの交差点南東 | 階段 | 1つ | 北行ホーム             |